# Félix-Roland Moumié
Félix Roland Moumié, né le 1er novembre 1925 non loin de Foumban (département du Noun dans la région de l'Ouest au Cameroun) et mort assassiné, très probablement par le Service de documentation extérieure et de contre-espionnage (SDECE), à Genève le 3 novembre 1960, était un médecin et homme politique camerounais.
Félix Moumié est une des grandes figures de la lutte pour l'indépendance du Cameroun.
Il est le successeur de Ruben Um Nyobè comme tête de file de la lutte pour l'indépendance du Cameroun. Il a été officiellement proclamé héros national par la loi du 16 décembre 1991 de l'Assemblée nationale du Cameroun. Il meurt à Genève des suites d'un empoisonnement ; un espion français est soupçonné du meurtre mais la justice suisse prononce un non-lieu.

## Enfance
Félix Moumié est né en 1925 à l'hôpital protestant de Njissé à Foumban, de Samuel Mekou Moumié, évangéliste à la mission protestante, et de Suzanne Mvuh. Il commence ses études primaires à l'école de Bandjo, les poursuit à l'école protestante de Njissé, puis à l'école publique de Bafoussam (CMI). Il achève son parcours primaire à l'école régionale de Dschang (CMII). Il y obtient avec brio le certificat d'études primaires.
En 1941, il est reçu au concours d'entrée à l'École supérieure Édouard-Renard de Brazzaville. Élève brillant, il poursuit ses études en s'orientant vers la médecine en s'inscrivant à l'École normale William-Ponty à Dakar en 1945. Il est sensibilisé aux idées anticolonialistes et communistes au cours de sa période universitaire, notamment auprès de Gabriel d'Arboussier (le futur secrétaire général du Rassemblement démocratique africain) et de l'historien Jean Suret-Canale. Il retourne au Cameroun en 1947 où il entame une carrière de chirurgien.
C'est à 24 ans, au terme de ses études qu'il vient de terminer à Dakar, qu'il est nommé médecin colonial, en poste à l'hôpital de Lolodorf au nord de Kribi. Il dirige par ailleurs une équipe de football.

## Famille
Le 22 juillet 1950, Félix Moumié épouse Marthe Ekemeyong, née le 4 septembre 1931. Ils auront deux filles : Annie Jecky Berthe Moumié née à Bibia (Lolodorf) le 26 mai 1949 (décédée le 28 janvier 1951 à Enongal - Ebolowa, à l'âge de 20 mois) et Hélène Jeanne Moumié dite Mekoué, née début janvier 1951 à Enongal.
Sa veuve est retrouvée le 7 janvier 2009, assassinée dans son domicile de Mbalmayo, étranglée après avoir été violée. Elle était âgée de 78 ans,.

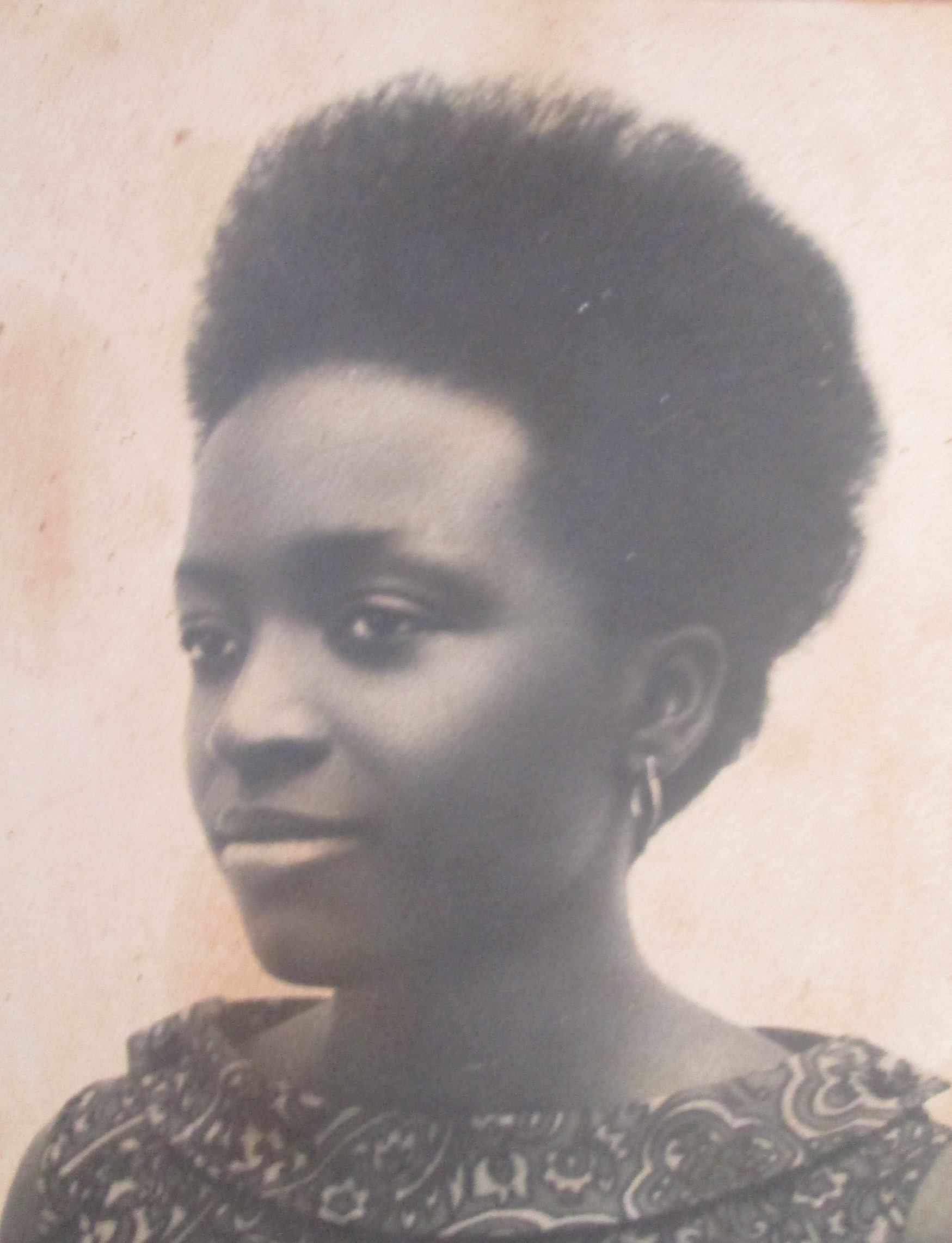
Marthe, l'épouse de Félix Moumié.

## Carrière politique

### La rencontre avec Ruben Um Nyobè
À son retour au Cameroun en 1947, le docteur Moumié est affecté à Kribi, ville côtière de la région du Sud. Dans cette ville, il va rencontrer pour la première fois Ruben Um Nyobè, venu le rencontrer sur le conseil de Gabriel d'Arboussier pour faire de ce jeune médecin un membre de l'Union des populations du Cameroun (UPC). Les deux hommes échangent longuement et Moumié adhère à l'UPC, lançant ainsi sa carrière politique.

### Le militant

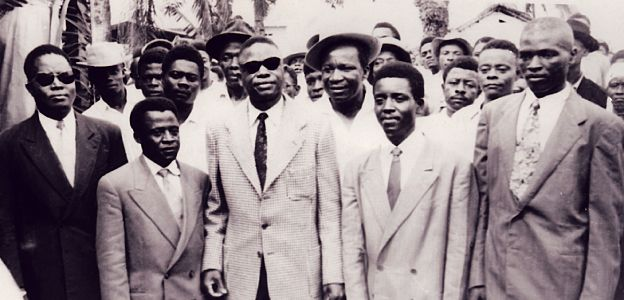
Les leaders de l'UPC. De gauche à droite, au premier plan : Osendé Afana, Abel Kingué, Ruben Um Nyobè, Félix Moumié, Ernest Ouandié.

En 1948, Félix Moumié est muté à l'hôpital de Lolordof, une ville du sud du pays, qu'il dirigera pendant deux ans.
En avril 1950, il est élu vice-président de l'UPC lors du congrès de Dschang, dans la Ménoua. Plus tard la même année il devient vice-président (un des quatre vice-présidents) de la conférence des partisans pour la paix.
Face à ce militantisme grandissant, les autorités françaises réagissent. Il est tour à tour envoyé dans les villes de Bétaré-Oya dans la région de l'est du pays, puis Mora et Maroua dans la région de l'Extrême-Nord. Ces affectations disciplinaires visant à le décourager n'auront pas l'effet escompté. Partout où il passe, Félix Moumié introduit l'UPC et parle de patriotisme et d'anticolonialisme. Ainsi, de nombreux Baya de Bétaré-Oya et une partie de la population du nord du Cameroun rejoignent les rangs de l'UPC. Ruben Um Nyobè écrit à son camarade : « il faut comprendre que l'espoir des colonialistes ne reste accroché que dans le Nord. [...] Ils essayeront d'utiliser le prétexte de la religion et des coutumes. Tu as une assez riche argumentation pour leur faire comprendre qu'aucune tribu du Cameroun ne menace une autre, aucune religion ne menace une autre. [...] Nos frères du Nord ne sont pas imperméables aux questions nationales de notre pays. »
Mais tout ceci ne se fait pas sans heurt. En effet, Félix Moumié doit faire face à la méfiance et parfois même à la haine des Lamibé, les chefs traditionnels du nord Cameroun. Le lamido Yaya Dahirou ira même jusqu'à attenter à sa vie. Félix Moumié est également l'objet d'une surveillance étroite des autorités françaises locales. Guy Georgy, l'administrateur français qui dirigeait la région du Diamaré reconnait qu'il contrait systématiquement toutes les actions de Félix Moumié en usant de la violation de correspondance, de perquisitions illégales, de surveillance à la jumelle du domicile de l'intéressé et de tentatives de corruption. L'un de ses conseillers suggérera même de le faire assassiner.
En 1952, à Éséka, Félix Moumié est élu président de l'UPC lors du second congrès du parti, et ce malgré son absence lors du scrutin pour des raisons professionnelles. Il succède alors au chef coutumier bamiléké Mathias Djoumessi alors premier président de l'UPC.
Une brillante campagne dont le slogan était « Résolution des problèmes fonciers, l'encouragement des cultures de rente, la revitalisation de l'art bamoun », ne lui permettra pas de gagner de siège à l'Assemblée territoriale du Cameroun (ATCAM) contre le roi Bamoun.
En 1954, la lutte se poursuit. Ruben Um Nyobè est invité à s'exprimer à l'ONU le 24 et 25 novembre 1954, qui provoque la création d'une mission de visite au Cameroun. La réaction française est immédiate : Roland Pré, gouverneur français d'Outre-Mer, est nommé nouveau haut-commissaire au Cameroun et installé dans ses fonctions le 2 décembre 1954. L'objectif du gouvernement français est de briser l'UPC. Pour mener à bien sa tâche, Pré décide de surveiller plus étroitement tous les représentants du parti, en les regroupant tous dans la ville de Douala. C'est ainsi que le 23 janvier 1955, Félix Moumié est muté à Douala pour exercer à l'hôpital Laquintinie. C'est dans cette ville que sa carrière politique prendra un tournant décisif.

### Les massacres de mai 1955
Deux événements majeurs vont conduire le Cameroun à l'un des plus grands, si ce n'est le plus grand, massacre de tous les temps de son histoire :
- Le 9 février 1955, Roland Pré publie un texte de loi selon lequel « droit est donné à toute autorité, de requérir la force publique pour disperser toute réunion suspecte de plus de deux personnes ».
- Le 22 mai 1955, après avoir signé un texte exigeant la fin du régime de tutelle et demandant l'indépendance immédiate du Cameroun, l'UPC adopte l'emblème national « crabe noir sur fond rouge » au cours d'un rassemblement politique.

La population camerounaise se mobilise pratiquement sur toute l'étendue du territoire.
Mercredi 25 mai 1955, Roland Pré fait une conférence de presse pour attaquer l'UPC.
Félix Moumié contre-attaque en organisant une assemblée publique pour démentir les propos de Roland Pré. La foule est nombreuse. L'armée coloniale française décide d'intervenir et l'irréparable se produit. On ouvre le feu sur les militants alors que ceux-ci ne sont pas armés. Les conséquences seront dramatiques : on dénombre plus de 1 000 morts pour le seul quartier de New-Bell alors fief de l'UPC. Plusieurs villes sont concernées par cette répression sanglante qui se poursuivra jusqu'au 30 mai 1955 : Douala, Yaoundé, Nkongsamba, Mbanga, Loum, Manjo, Mombo, Ngambé, Edéa, Eséka, Bafoussam, Obala... Aucun bilan officiel n'a jamais été donné, mais certaines sources[Qui ?] parlent de 5 000 morts sur tout le Cameroun.
À la suite de la réprobation nationale et internationale de ce massacre, le Parlement français crée une commission d'enquête dont le rapport n'a jamais été rendu public. Cependant, le 13 juillet 1955, l'UPC, l'Union démocratique des femmes camerounaises (UDEFEC) et la Jeunesse démocratique du Cameroun (JDC) sont interdits. Le siège de l'UPC est saccagé. On procède à de nombreuses arrestations et les principaux dirigeants s'enfuient. Ruben Um Nyobè passe dans la clandestinité, Félix Moumié rejoint le Cameroun britannique en traversant le fleuve Moungo, frontière naturelle entre les deux parties du Cameroun de l'époque qui était partagé entre la France et l'Angleterre. Il s'y installera pour deux ans.
Il ira ensuite en Égypte où il sera accueilli par le président Gamal Nasser, au Ghana et en Guinée où il sera accueilli à Conakry par le président de la République Ahmed Sékou Touré.

### Le passage par le Cameroun britannique
En 1955, après la traversée du Moungo, Félix Moumié pose ses valises au Cameroun britannique. Ses talents de militant et de meneur d'hommes sont très rapidement mis à contribution. En effet, il participe activement à la vie politique dans cette partie du Cameroun en martelant sans cesse « indépendance et réunification du Cameroun ». Plusieurs comités centraux sont créés (on en comptera 21 en 1957). Il participe également à la création avec Abel Kingué, Ernest Ouandié, et plusieurs autres, du « One Kamerun », mouvement à la tête duquel est placé Wilson Ndeh Ntumazah.
Cependant, les Français ne relâchent pas leur étreinte. Le 14 août 1956, un commando français part de la base militaire de Koutaba située dans le département du Noun de la région de l'ouest du Cameroun, avec mission d'assassiner Félix Moumié. Pour une raison inexpliquée, cette tentative échoue. En représailles, les bureaux de l'UPC à Bamenda sont saccagés. Plusieurs coups de feu sont entendus non loin des domiciles des dirigeants du parti.
Le 30 mai 1957, l'UPC est officiellement déclarée illégale au Cameroun britannique. Jusqu'à aujourd'hui, on ne sait toujours pas ce qui a motivé cette décision des Britanniques. Étaient-ils contre l'UPC ? Ont-ils subi des pressions de la part des Français ? Ou alors, selon l'hypothèse de Nde Ntumazah, voulaient-ils protéger les chefs de l'UPC ?
Quelles que soient leurs motivations réelles, ils ont arrêté les dirigeants de l'UPC et le 7 juillet 1957, les ont déportés au Soudan où ils ont été détenus pendant 10 jours.
Félix Moumié est présent en avril 1958 à la « Conférence des États africains indépendants » organisée par le président ghanéen Kwame Nkrumah. Il s'y lie d'amitié avec Frantz Fanon, qui y représente le FLN algérien. Accompagné d'Osendé Afana, il se rend en 1960 au Congo pour rencontrer le président Patrice Lumumba, qui avait manifesté des sympathies pour la cause upéciste, mais ce dernier est alors renversé par les troupes du colonel Mobutu, qui les chasse du pays.
Se sachant constamment surveillé par les services de renseignement français, il fait en sorte de ne jamais survoler le territoire français et évite autant que possible le ciel aérien des pays intégrés à la Communauté française. Il craint que son avion soit intercepté comme le fut celui d'Ahmed Ben Bella et de dirigeants du FLN en 1956. Il vit principalement entre le Ghana et la Guinée où il cherche à gagner du soutien pour l'UPC.

## L'assassinat à Genève
En 1960, en Suisse, Félix Moumié entre en contact avec des diplomates de la république populaire de Chine, achète des armes, fait imprimer des brochures. Il mène alors un train de vie dispendieux, révélé par les archives[réf. souhaitée], et accorde sa confiance sans grande méfiance.
L'espion William Bechtel est envoyé à Genève pour assassiner Félix Moumié, sur ordre du Premier ministre Michel Debré conseillé par Jacques Foccart. Bechtel se fait passer pour un journaliste et l'invite au restaurant du Plat-d'Argent dans la vieille-ville, avec une jolie jeune femme et un sexagénaire. Là, il l'empoisonne avec du thallium (alors couramment utilisé comme ingrédient de la « mort aux rats ») versé dans son apéritif (pastis Ricard), et dans un verre de vin,. Selon un témoignage rapporté par Vincent Nouzille en 2015, il était prévu qu'il ne boive qu'un seul verre et meure plusieurs jours après à Conakry en Guinée, mais « craignant qu'il ne goûte qu'un seul des deux breuvages, l'un de ses interlocuteurs a subrepticement glissé une dose de poison dans chaque verre. Trentenaire de nature robuste et bon vivant, Félix Moumié parle, sans se méfier, de la situation politique de plus en plus tendue dans son pays. Ses compagnons de table, tout en feignant de l'écouter attentivement, l'observent à la dérobée et se désolent : il n'a toujours pas bu une goutte. À la fin du repas, il finit par avaler ses deux verres d'un trait. Puis tout le monde se sépare et les visiteurs s'éclipsent. Quelques heures plus tard, Félix Moumié est victime de violentes douleurs d'estomac. Une femme de ménage le découvre étendu dans sa chambre d'hôtel. Transporté à l'hôpital (hôpital cantonal de Genève), il décède au terme d'une longue agonie de deux semaines, le 3 novembre » (décès constaté à 19 h 10). 
Les autorités françaises et camerounaises feront circuler les hypothèses d'un règlement de comptes interne à l'UPC ou d'un assassinat par les Russes.
L'autopsie du corps, ordonnée par la justice helvétique, révèle du thallium dans le sang de la victime. La police suisse remonte alors aux Français et au tueur (dit « le Grand Bill ») qui avait donné son vrai nom à l'hôtel. La France cachera son agent jusqu'à son arrestation 15 ans après aux Pays-Bas (en 1975, à l'occasion d'un contrôle douanier de routine). Extradé vers la Suisse, il y est emprisonné en attendant son procès, mais le SDECE dément alors tout lien avec lui (et aurait envisagé de le faire évader en cas de condamnation). Faute de preuves suffisantes, la justice suisse relâche « le Grand Bill » en octobre 1980.

## Hommages
- Une rue de Montpellier en France porte son nom[9].
- Il est proclamé héros national du Cameroun en 1991[10].